# Salticus flavicruris
Salticus flavicruris là một loài nhện trong họ Salticidae.
Loài này thuộc chi Salticus. Salticus flavicruris được William Joseph Rainbow miêu tả năm 1897.